# Bạc(I) nitrat
Bạc(I) nitrat (tên thường gọi là bạc nitrat) là một muối của acid nitric, tan tốt trong nước, trong suốt có công thức hóa học AgNO3.

## Điều chế

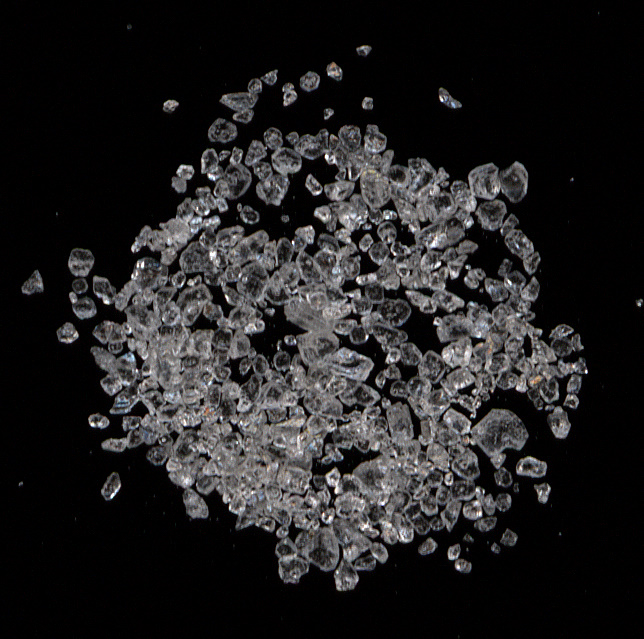
Mẫu bạc nitrat.

Bạc nitrat được điều chế như sau, tùy theo nồng độ axit nitric mà sản phẩm phụ là khác nhau:
3Ag + 4HNO3 (lạnh và loãng) → 3AgNO3 + 2H2O + NO↑
Ag + 2HNO3 (đậm đặc, nóng) → AgNO3 + H2O + NO2↑
Quá trình này phải thực hiện trong điều kiện có tủ hút khí độc do chất độc nitơ oxit sinh ra trong phản ứng.

## Ứng dụng
Bạc nitrat được dùng làm chất khởi đầu trong việc tổng hợp các hợp chất bạc khác như khử trùng, và tạo màu vàng cho thủy tinh của kính màu. Ngoài ra, bạc nitrat còn dùng để phân biệt các ion nhóm halogen với nhau (trừ AgF).
AgNO3 + HCl → AgCl↓ + HNO3
AgNO3 + HBr → AgBr↓ + HNO3
AgNO3 + HI → AgI↓ + HNO3

## Hợp chất khác
AgNO3 còn tạo một số hợp chất với NH3, như AgNO3·2NH3 là tinh thể hình chữ nhật không màu, d = 2,57 g/cm³ hay AgNO3·3NH3 là chất rắn màu trắng.
AgNO3 còn tạo một số hợp chất với CO(NH2)2, như AgNO3·CO(NH2)2 là tinh thể không màu.
AgNO3 còn tạo một số hợp chất với CS(NH2)2, như AgNO3·CS(NH2)2, AgNO3·2CS(NH2)2, AgNO3·3CS(NH2)2 đều là chất kết tủa màu trắng. Tinh thể của phức 1 phân tử thiourê nóng chảy ở 141 °C (286 °F; 414 K). Phức 2AgNO3·3CS(NH2)2·2,5H2O cũng được biết đến, dưới dạng bột màu trắng, phân hủy ở 152,5–153,5 °C (306,5–308,3 °F; 425,6–426,6 K).
AgNO3 còn tạo một số hợp chất với CSN3H5, như 2AgNO3·3CSN3H5 là bột màu trắng, phân hủy ở 166–167 °C (331–333 °F; 439–440 K).
AgNO3 còn tạo một số hợp chất với CSe(NH2)2, như AgNO3·CSe(NH2)2, AgNO3·2CSe(NH2)2, AgNO3·3CSe(NH2)2 đều là tinh thể không màu. Chúng lần lượt bị phân hủy ở 80 °C (176 °F; 353 K), 110 °C (230 °F; 383 K) và 150 °C (302 °F; 423 K).